# Internationaler Ibsen-Preis

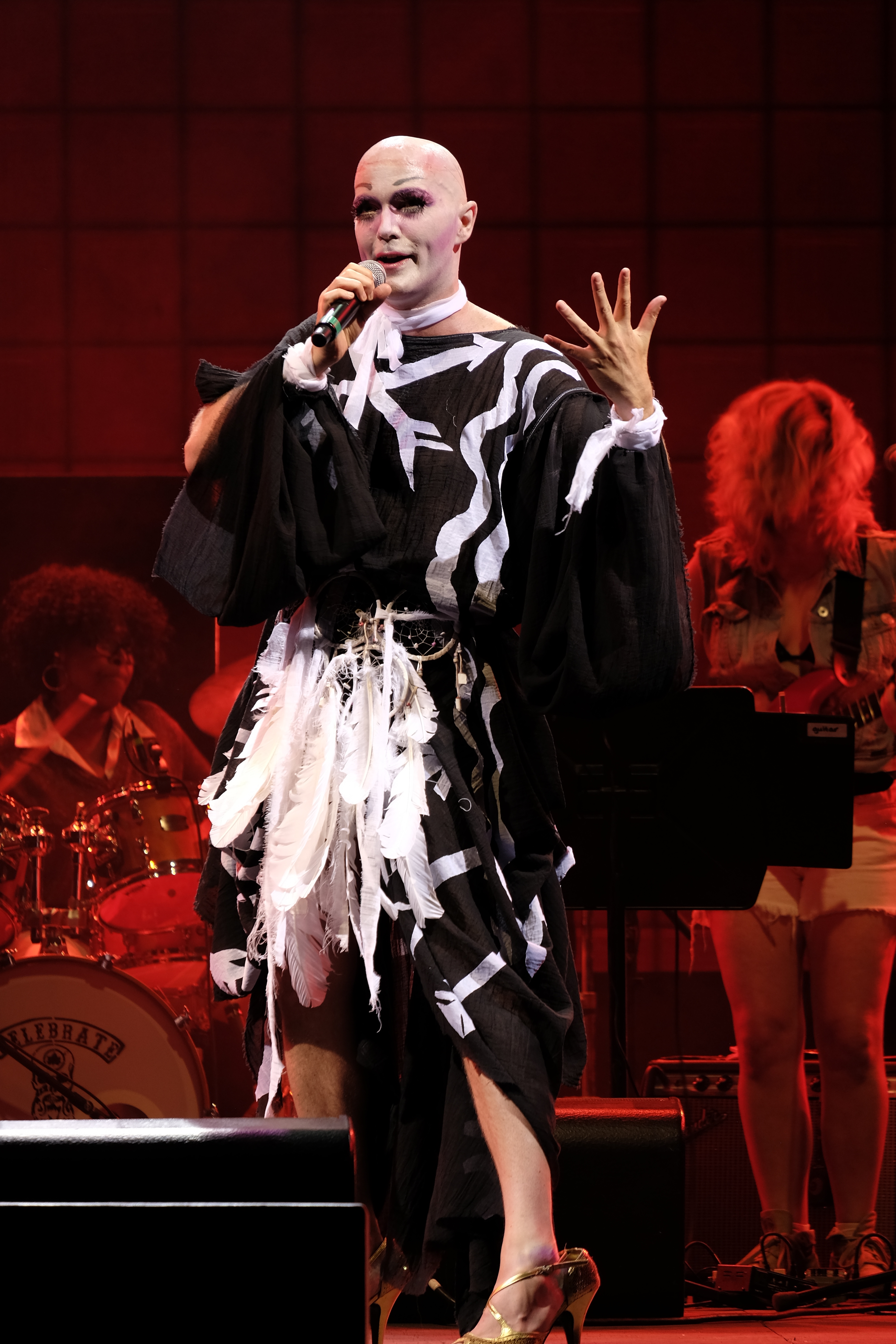
Preisträger 2020: Taylor Mac

Der Internationale Ibsen-Preis (norwegisch: Internasjonal Ibsenpris) wurde 2007 von der norwegischen Regierung gestiftet. Mit ihm soll eine Persönlichkeit, Organisation oder Institution aus dem künstlerischen oder kulturellen Bereich ausgezeichnet werden, die Bedeutendes im Geist von Henrik Ibsens Werk geleistet hat. Die seit 2008 anfangs jährlich und seit 2010 in zweijährlichem Turnus verliehene Auszeichnung ist mit 2,5 Millionen NOK (280.000 Euro) dotiert. Sie wird in den Medien gelegentlich als „Nobelpreis des Theaters“ bezeichnet.
In der Regel wird der Preisträger am 20. März, dem Geburtstag Henrik Ibsens, bekannt gegeben; die Preisübergabe findet während des Internationalen Ibsen-Festivals am Nationaltheatret in Oslo statt. Die erste Präsidentin der Jury war die Schauspielerin Liv Ullmann. Die Vergabe des Preises an Peter Handke im Jahr 2014 war von heftigen Protesten gegen seine Person begleitet. Im Jahr 2020 konnte die Preiszeremonie wegen der COVID-19-Pandemie nur digital stattfinden.

## Preisträger
- 2008: Peter Brook
- 2009: Ariane Mnouchkine
- 2010: Jon Fosse[5]
- 2012: Heiner Goebbels
- 2014: Peter Handke[6]
- 2016: Forced Entertainment
- 2018: Christoph Marthaler[7]
- 2020: Taylor Mac[4]
- 2022: Back to Back Theatre, Australien
- 2024: Lola Arias, Argentinien

## Belege
1. ↑  'Theater magician' Christoph Marthaler wins prestigious International Ibsen Award, Deutsche Welle, 14. September 2018.
2. ↑  Taylor Mac to Receive International Ibsen Award, the ‘Nobel Prize of Theater’, Rolling Stone, 8. Oktober 2020.
3. ↑  Raste mot Ibsenpris-vinner, NRK, 21. September 2014.
4. 1 2  Mac casts a cathartic spell...for all those who find caroling, eggnog and enforced family visits destabilizing, nationaltheatret.no, abgerufen am 12. Dezember 2020.
5. ↑  Internationaler Ibsen-Preis für Jon Fosse, APA/derstandard.at vom 18. Mai 2010, abgerufen am 12. Dezember 2020.
6. ↑  Peter Handke und der Internationale Ibsen-Preis, suhrkamp.de, abgerufen am 12. Dezember 2020.
7. ↑  Theaterpreis : Christoph Marthaler erhält Ibsen-Preis, dw.com vom 14. September 2018, abgerufen am 12. Dezember 2020.